# Alluitsoq
Alluitsoq (også kaldt Agdluitsoq og Lichtenau) er en nedlagt bygd i Kujalleq Kommune, som er Grønlands sydligste kommune. 
Navnet Alluitsoq betyder "som er uden sælens pustehul i isen", og det tyske navn Lichtenau betyder "den lyse lavning".
Bygden blev anlagt af herrnhuternes brødremission i 1774. Det var de tyske missionærer, som gav bygden navnet Lichtenau. Sprogforskeren Samuel Kleinschmidt, som var den første til at nedskrive grønlandsk sprog, blev født i bygden i 1814.
I 1900 blev den den herrnhutiske missions bygninger overdraget til den danske mission og kirke ved en stor fest i Alluitsoq. Der var samlet 40 både og 212 kajakker ved bygden, og 423 modtog nadveren.
Præsteboligen blev i 1942 overtaget af præsten Jens Chemnitz, der ledede børnehjemmet Gertrud Rasks Minde. Bygningen blev brugt til børnehjem frem til 1980, hvorefter Getrud Rasks Minde flyttede til Sisimiut.
I 2007 gav Grønlands Landsting 2,8 millioner kr. til at bygge en ny anløbsbro med tilhørende infrastruktur, bl.a. et nyt vandværk. Vandværket var forudsætningen for at kunne renovere bygningerne og etablere turistfaciliteter her.
Renoveringen blev etableret som et tre-årigt lærlingeprojekt. De sydlige grønlandske kommuner, Sulisartut Højskoliat i Qaqortoq, KTI - Sisimiut (bygge- og anlægsskolen), Bygge-, Anlægs- og Trækartellet (BAT) i Danmark og den danske fond RealDania skød også penge og ressourcer i projektet. Det samlede budget endte på 24 mill. Missionstationens præstebolig, kirken, fårestald og depothus, samt det nyere børnehjem og to huse, bygget af Grønlands Tekniske Organisation, dvs. såkaldte GTO-huse, blev vurderet som de historisk interessante bygninger i bygden, der skulle renoveres eller restaureres.
Målet var at etablere et kultur-, uddannelses- og konferencecenter, drevet af Sulisartut Højskoliat.  
I løbet af foråret 2008 trak fagforbundet SIK sig ud af projektet, da de havde brug for pengene til en varslet strejke. Det fik BAT-kartellet i Danmark til at sende de bevilligede midler tilbage til RealDania, hvorfor projektet ikke blev realiseret.
Bygningerne er i dag ejet af Sulisartut Højskoliat, men renoveringen er ikke iværksat.  
Bygden havde i 2007 kun seks indbyggere. I 2020 var der nul tilbage.